# 三谷春道
三谷 春道（みたに はるみち、嘉永5年〈1852年〉- 1935年〈昭和10年〉8月）は、幕末から昭和にかけての人物。伊藤博文、高杉晋作とともに撮影された写真で知られる。幼名は、国松（くにまつ）。

## 経歴
萩の村上家に生まれた国松は高杉晋作に憧れ、子分となった。晋作が一時期名乗っていた「三谷和助」から姓をもらい、三谷を名乗った。
1867年に晋作が病死した際には、遺族から国松に形見分けとして羽織が贈られている。明治に入ると晋作の諱(春風)にあやかり春道と名乗った。1887年には2代目品川駅長に就任している。

## 人物
本人は軍人になりたかったらしく、転職希望を聞いてもらうため伊藤の元を訪れたことがある。